# Egor Beroev
Egor Vadimovich Beroev (en ruso: Егор Вадимович Бероев; 9 de octubre de 1977 en Moscú) es un actor ruso de teatro, cine y televisión. Ha aparecido en más de treinta películas desde 1994.

## Primeros años y carrera
Beroev se graduó en la Escuela de Teatro de Mijail Shchepkin en 1998. Inició su carrera en las tablas, vinculándose profesionalmente al Teatro de Arte de Moscú. Tuvo un pequeño papel de adolescente en la serie de televisión Dedication in Love en 1994, lo que marcaría su debut en la pantalla chica. Hizo su primer papel importante en cine en el año 2003, interpretando el papel de Dmitriy en la película Wild Herd. Un año después protagonizó el largometraje del director Vladimir Mashkov, Daddy.
En 2005 encarnó al famoso espía creado por Boris Akunin, Erast Fandorin, en la película histórica coproducida entre Rusia y Bulgaria The Turkish Gambit. Aunque tuvo una tibia recepción crítica, la cinta fue un éxito de taquilla en Europa. En 2008 nuevamente se embarcó en el rodaje de una película de corte histórico en Almirante, basada en la vida y obra del militar anticomunista Aleksandr Kolchak. Un año después protagonizó el filme de Vladimir Mirzoyev, The Man Who Knew Everything.
Entre septiembre y noviembre de 2014 se encargó de conducir el programa de entrevistas y variedades Wait for Me junto con Maria Shukshina.

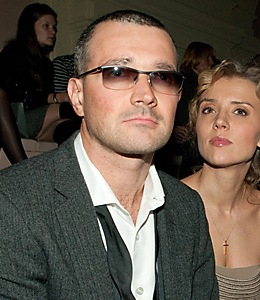
Egor Beroev y Kseniya Alfyorova en 2010.

## Plano personal
El actor ha estado casado con la actriz rusa Kseniya Alfyorova desde noviembre de 2001. Tienen una niña, Evdokiya, nacida el 5 de abril de 2007. Evdokiya nació en Sicilia, Italia, donde Egor y Kseniya poseen una pequeña propiedad vacacional.

## Filmografía seleccionada

### Cine y televisión
| Año  | Título                          | Papel                         | Notas               |
| ---- | ------------------------------- | ----------------------------- | ------------------- |
| 1994 | Dedication in Love              | Adolescente                   | Serie de televisión |
| 2000 | Rostov-Dad                      | Sergei                        | Serie de televisión |
| 2001 | Citizen Chief                   | Andrey                        | Serie de televisión |
| 2001 | Family Secrets                  | Slava Ermakov, dueño del club | Serie de televisión |
| 2002 | Train Romance                   | Alexey                        | Serie de televisión |
| 2003 | Wild Herd                       | Dmitriy                       | Largometraje        |
| 2004 | Daddy                           | David Schwartz                | Largometraje        |
| 2005 | Kazaroza                        | Osipov                        | Serie de televisión |
| 2005 | The Turkish Gambit              | Erast Fandorin                | Largometraje        |
| 2008 | Admiral                         | Mikhail Smirnov               | Largometraje        |
| 2008 | White Bear                      | Pavel Vasilkov                | Largometraje        |
| 2009 | Landing Forces                  | Andrey Sumarokov              | Serie de televisión |
| 2009 | The Man Who Knew Everything     | Alexander Bezukladnikov       | Largometraje        |
| 2011 | Rader                           | Artem Pavlov, lawyer          | Largometraje        |
| 2012 | August Eighth                   | Zaur                          | Largometraje        |
| 2012 | Waiting for the Sea             | Marat                         | Largometraje        |
| 2012 | Moms                            | Viktor                        | Largometraje        |
| 2015 | Territory                       | Vladimir Mongolov             | Largometraje        |
| 2015 | Happiness is...                 | Conductor                     | Largometraje        |
| 2015 | Because of Love                 | Andrey Gavryushov             | Serie de televisión |
| 2015 | Anna Karenina                   | Stiva Oblonsky                | Largometraje        |
| 2016 | Santa Claus. Battle of the Magi | Padre de Masha                | Largometraje        |